# ブジェツラフ郡
ブジェツラフ郡（ブジェツラフぐん、チェコ語: Okres Břeclav）は、チェコ共和国・南モラヴィア州の郡（kraj）。